# Георги Минов
Георги Стефанов Минов (на английски: George S. Minoff) е български общественик и революционер, деец на Вътрешната македоно-одринска революционна организация.

## Биография
Георги Минов е роден през 1892 година в град Прилеп, тогава в Османската империя, днес в Северна Македония. Брат му Илия Минов е член на Прилепския околийски комитет на ВМОРО, а баща му Стефан и братята му Александър и Димко са активни членове на Македонската патриотична организация в САЩ. Георги Минов завършва българската класическа гимназия в Битоля през 1910 година, след което учителства в родния си град и участва в дейността на ВМОРО. През 1913 година, след Балканската война, е интерниран от сръбските власти в България. Скоро след това емигрира в Стийлтън, Пенсилвания, САЩ при братята си. През 1918 година участва в Македонобългарския конгрес в САЩ, който подкрепя идеята за независима Македония, а по-късно участва в конструирането на МПО „Прилеп“, Стийлтън. Избран е за председател на постоянното бюро на шестия редовен конгрес на МПО, състоял се в Акрън, Охайо между 11 и 14 септември 1927 година. Георги Минов загива трагично на 13 септември 1927 година в автомобилна катастрофа, след което му е устроено внушително погребение от членовете на цялата организация.